# Inglese canadese
L'inglese canadese è la varietà della lingua inglese parlata in Canada. Secondo il censimento del 2011, l’inglese è la lingua madre di circa 19 milioni di Canadesi, corrispondenti al 57,8% della popolazione; il 21,7%, invece, è di madrelingua francese, mentre il restante 20,6% parla altre lingue, sia lingue di immigrazione, sia lingue aborigene. Un numero più elevato di persone, il 66,3% dei Canadesi, sostiene di utilizzare l’inglese nella vita di tutti i giorni. In Québec, questa percentuale scende al 10,7%: la maggior parte degli abitanti di questa provincia, infatti, è di madrelingua francese (78,9%).
L’inglese canadese possiede caratteristiche dell’inglese britannico e dell’inglese americano, così come molti canadianisms, ossia elementi distintivi propri della lingua inglese parlata in Canada. Anche se l’inglese parlato in Canada si avvicina per lo più alla varietà univocamente conosciuta come General American, la precisa influenza esercitata dall’inglese americano, dall’inglese britannico e da altre fonti sull’inglese canadese è oggetto di studi sistematici sin dagli anni Cinquanta del Novecento. Dal punto di vista fonologico, l’inglese canadese e l’inglese americano si classificano insieme come North American English (inglese nordamericano); la maggior parte di coloro che non provengono da queste aree, e persino altri madrelingua inglesi, infatti, non riescono a distinguere gli accenti tipici dell’inglese canadese da quelli dell’inglese americano.

## Storia
Il termine Canadian English (inglese canadese) si attesta per la prima volta in un discorso pronunciato dal Reverendo A. Constable Geikie e rivolto al Canadian Institute (Istituto Canadese) nel 1857. Geikie, un pastore scozzese operante in Ontario, si riferì all'inglese canadese come ad un “corrupt dialect”, un "dialetto corrotto", rispecchiando quell’attitudine anglocentrica che sarebbe prevalsa per i successivi cent'anni. Egli paragonava tale dialetto a quello che considerava l’inglese corretto parlato dagli immigrati provenienti dalla Gran Bretagna, e definiva le sue forme come innovazioni illecite e volgari.
L’inglese canadese è il risultato di cinque ondate migratorie in un arco temporale di più di due secoli. La prima ondata si verificò tra il 1776 e il 1812: si trattava degli United Empire Loyalists (i Lealisti dell'Impero Unito) che fuggivano dalla Rivoluzione Americana. Dal momento che i Loyalists provenivano soprattutto dagli stati del medio Atlantico, alcuni studiosi ritengono che l'inglese canadese derivi dal Northern American English, ossia dall'inglese americano settentrionale parlato in New England, New York, New Jersey e Pennsylvania. La seconda ondata migratoria, proveniente da Irlanda e Regno Unito, ebbe luogo tra il 1815 e il 1867, mentre la terza (1890-1914) vide l'insediamento di immigrati britannici e cittadini dell'Europa continentale, in particolare di Germania, Italia, Scandinavia ed Ucraina. La quarta ondata, successiva alla Seconda Guerra Mondiale (1945-anni '70), portò popoli molto diversi tra loro. A seguito di questa ondata, infatti, in Canada si stabilirono immigrati provenienti da Europa, Asia (Corea, Cina, Vietnam, India, Pakistan), America Latina e Stati Uniti. La quinta ed ultima ondata, infine, è iniziata negli scorsi anni Novanta e continua ai giorni nostri. Anche in questo caso, si tratta di persone provenienti da continenti diversi; da notare, l'incremento dell'immigrazione cinese.
L'inglese canadese, quindi, deve la sua esistenza a vari avvenimenti storici. Più specificamente, in stretto legame con le ondate migratorie ricordiamo: il trattato di Parigi (1763), la Rivoluzione Americana (1775-1783) e la Rivoluzione Industriale in Inghilterra (XIX secolo).
In Canada, dove nel XVIII secolo erano ancora presenti sia colonie inglesi che francesi, l'inglese venne parlato per la prima volta nel XVI secolo nelle comunità stagionali di pescatori lungo la costa atlantica e nei villaggi che vivevano di commercio di pellicce intorno alla Baia di Hudson. Nel 1713 il trattato di Utrecht mise fine alla Guerra di successione spagnola, una guerra europea che coinvolse anche le colonie delle maggiori potenze. L'Acadia francese, per esempio, fu trasferita all'Inghilterra, diventando Nuova Scozia. A seguito di questo trattato, insediamenti permanenti a madrelingua inglese vennero stabiliti prima in Nuova Scozia, poi in tutto il Canada orientale. Le popolazioni residenti in Acadia di madrelingua francese furono successivamente cacciate, mentre la comunità inglese si arricchì con i pionieri che giunsero dal New England. Altri ampi insediamenti inglesi nel Canada orientale furono resi possibili dalla vittoria inglese nella Guerra dei sette anni. Con il Trattato di Parigi del 1763, infatti, la Francia cedette all'Inghilterra i suoi restanti territori canadesi.
Due decenni dopo, a seguito della rivoluzione americana, circa 45.000 Lealisti dell'Impero Unito che durante la guerra avevano supportato l'Inghilterra, fuggirono in Canada. Il loro arrivo, tra il 1783 e il 1784, portò al primo sostanziale popolamento a madrelingua inglese in quelle che sarebbero diventate le province di Ontario, Québec, Nuovo Brunswick e Nuova Scozia. L'immigrazione americana continuò fino all'inizio del XIX secolo, ma si arrestò con la guerra del 1812. Anche il tardo XVIII secolo vide l'arrivo di piccoli gruppi di migranti inglesi che si trasferirono in Canada. Dall'Irlanda sudorientale e dall'Inghilterra sudoccidentale si insediarono a Terranova, mentre dalle Highlands scozzesi si trasferirono in parti delle Province Marittime e dell'Ontario orientale. La maggior parte di loro parlava irlandese o gaelico.
La successiva consistente ondata di immigrati di madrelingua inglese fece seguito alle Guerre napoleoniche, durante le quali l'Inghilterra dovette affrontare problematiche relative al sovrappopolamento e alle conseguenze economiche e sociali portate dalla rivoluzione industriale. Centinaia di migliaia di persone raggiunsero il Canada, completando approssimativamente l'insediamento della parte centrale e della parte orientale della nazione. La maggior parte di loro erano irlandesi; gli inglesi erano il secondo gruppo più numeroso, mentre gli scozzesi il terzo. All'incirca nello stesso periodo, cominciò l'espansione verso ovest, inizialmente con agricoltori scozzesi ed americani alla ricerca dell'oro. Il completamento di questa espansione fu reso possibile dalla costruzione della Canadian Pacific Railway, ultimata nel 1885. Una successiva rincorsa alla terra portò in Canada milioni di immigrati ed incoraggiò molti canadesi dell'est a trasferirsi all'ovest. Il gruppo maggiore proveniva dall'Ontario, tanto che l'inglese parlato in quella provincia divenne il modello principale per il Western Canada English, l'inglese del Canada occidentale.
Se paragonata a questi eventi storici di ampia portata, l'immigrazione verso il Canada sta avendo effetti minori sullo sviluppo dell'inglese canadese. Nonostante l'afflusso di immigrati provenienti da tutto il mondo, infatti, questa varietà di inglese sembra rimasta pressoché invariata rispetto alla lingua parlata al momento dell'istituzione di una Canadian Confederation (Confederazione Canadese) nel 1867. Tuttavia, anche l'inglese canadese, come tutti i dialetti e tutte le lingue, è in continua evoluzione: piccoli cambiamenti si notano nel passaggio di generazione in generazione. Parole nuove e nuovi modi di dire vengono creati di continuo, mentre espressioni più vecchie diventano fuori moda e, a poco a poco, scompaiono.

## Linguistica storica
Studi sulle forme iniziali dell'inglese in Canada sono rari. Un quadro generale sul lavoro diacronico, o diacronicamente rilevante, svolto per l'inglese canadese ci viene offerto da Dollinger (2012). Fino agli anni 2000, quasi tutti coloro che hanno commentato la storia di questa varietà di inglese l'hanno discussa sulla base della storia esterna alla lingua stessa, ossia sulla base della storia sociale e politica. Un'eccezione viene fatta nell'area lessicale, nella quale il Dictionary of Canadianisms on Historical Principles curato da Avis ed altri nel 1967 mostra i cambiamenti di significato delle parole nel corso del tempo attraverso delle citazioni datate. Dal 2013, questo dizionario è disponibile anche online.
Alcuni linguisti storici hanno iniziato a studiare le prime forme di inglese canadese sulla base di dati storici. In particolare, Dollinger (2008) ha aperto la strada ad un approccio storico-linguistico con CONTE (Corpus of Early Ontario English, 1776-1849), studiando lo sviluppo di undici ausiliari modali nell'inglese dell'Ontario tra il XVIII e il XIX secolo e mettendolo in relazione con le varietà di inglese britannico ed inglese americano. Nel 2015, Reuteur, con un'analisi di alcune variabili linguistiche nei giornali dell'Ontario di inizio XIX secolo, ha confermato lo scenario delineato da Dollinger. Quest'analisi è stata pubblicata nel giugno 2017.

## Ortografia
L'ortografia dell'inglese canadese combina regole dell'inglese americano e dell'inglese britannico:

Lo spelling canadese paragonato allo spelling americano e britannico.

- Verbi come realize (comprendere) e paralyze (paralizzare) vengono solitamente scritti in –ize o –yze piuttosto che in –ise o –yse[21]. Così facendo, si mantiene la convenzione etimologica secondo cui i verbi derivanti da radici greche vengono scritti in –ize e quelli derivanti da radici latine in –ise[22];
- Parole di derivazione francese, che in inglese americano terminano in –or e –er, come color (colore) o center (centro), spesso mantengono lo spelling inglese (colour e centre)[23];
- Mentre negli Stati Uniti si usano gli spelling anglo-francesi defense (difesa) e offense (offesa) (sostantivi), la maggior parte dei canadesi usa gli spelling britannici defence e offence (da notare che defensive e offensive sono universali)[24];
- Alcuni sostantivi terminano in –ce come in inglese britannico, mentre le corrispettive forme verbali finiscono in –se. Per esempio, practice (pratica) e licence (licenza) sono sostantivi, mentre practise (esercitarsi) e license (autorizzare) sono i due verbi corrispondenti. Da notare che advice (consiglio) e advise (consigliare) sono universali in tutte le varietà di inglese[24];
- Talvolta, la grafia canadese mantiene la pratica tipica dell’inglese britannico di raddoppiare le consonanti quando vengono aggiunti dei suffissi alle parole, anche quando l’ultima sillaba (prima del suffisso) non è accentata. Paragoniamo, per esempio, i canadesi (e britannici) travelled (viaggiai), counselling (assistendo), e marvellous (meraviglioso) agli americani traveled, counseling, e marvelous. In inglese canadese, queste parole vengono scritte in tal modo nella maggior parte dei casi, mentre in inglese britannico la consonante finale viene sempre raddoppiata. In inglese americano, tali consonanti vengono raddoppiate solo quando fanno parte di sillabe accentate; dunque, parole come controllable (controllabile) e enthralling (affascinante) sono universali. Da notare che sia l’Inglese canadese che l’Inglese britannico utilizzano balloted (nominai) e profiting (guadagnando)[25];
- In altri casi, grafia canadese ed americana si distinguono dallo spelling britannico, come nei casi dei sostantivi curb (cordolo di marciapiede) e tire (pneumatico), che in inglese britannico vengono scritti come kerb e tyre[11].

Le convenzioni sullo spelling dell’inglese canadese possono essere in parte spiegate dalla storia commerciale del Canada. Per esempio, lo spelling britannico della parola cheque (assegno) è probabilmente legato alle importanti relazioni che un tempo legavano il Canada alle istituzioni finanziarie britanniche. L’industria automobilistica canadese, d’altro canto, è sempre stata dominata dalle ditte statunitensi, e questo spiegherebbe perché i Canadesi usano lo spelling americano di tire (da cui il nome dell’azienda Canadian tire) e la terminologia americana per le automobili e le loro componenti (per esempio, truck al posto di lorry per riferirsi ad un camion, gasoline al posto di petrol per indicare la benzina, trunk al posto di boot per riferirsi al bagagliaio). Anche la storia politica del Canada ha influenzato lo spelling canadese. Per esempio, John A. Macdonald, primo ministro del Canada, spinse il governatore generale del Canada ad emettere un’ordinanza reale secondo cui i documenti del governo dovevano essere scritti utilizzando lo stile britannico.
Una fonte per lo spelling formale dell’inglese canadese è lo spelling usato per la resocontazione parlamentare Hansard nel Parlamento canadese. Molti redattori, invece, utilizzano il Canadian Oxford Dictionary, spesso in concomitanza con il capitolo sullo spelling in Editing Canadian English. Per buona parte del Novecento, alcuni giornali canadesi hanno adottato lo spelling americano nei loro articoli, per esempio scrivendo color (colore) al posto del britannico colour. Per la stampa canadese, infatti, l'utilizzo degli spelling americani è pratica comune sin dalla comparsa delle agenzie di stampa, ed era visibilmente la norma prima della Seconda Guerra Mondiale. La tendenza ad omettere la lettera u in parole come colour era anche considerata una tecnica risparmia-fatica, dal momento che i caratteri mobili venivano gestiti manualmente. Inoltre, i giornali canadesi erano soliti ricevere gran parte dei loro contenuti internazionali dalle agenzie di stampa statunitensi, quindi era molto più semplice per lo staff editoriale mantenere la grafia delle parole così come queste giungevano dalle agenzie. Alcuni dei dati più significativi sulla grafia canadese si possono trovare in Dollinger (2010) e Grue (2013).
Negli anni Novanta del secolo scorso, i giornali canadesi iniziarono ad adottare le varietà di spelling britannico, tra cui le finali di parola in -our. Questo cambiamento, in particolare, cominciò nell’Ottobre del 1990, quando il Globe and Mail modificò la sua politica ortografica. Altri giornali apportarono simili modifiche sul finire di quello stesso decennio, come avvenne per il Southam newspaper nel settembre del 1998. Il Toronto Star, invece, mise in atto la nuova politica ortografica nel settembre del 1997.

### Dizionari di inglese canadese
I primi dizionari di inglese canadese sono stati curati da Walter Spencer Avis e pubblicati da Gage Ltd. A partire dal 1959, tre membri della CLA's CE lexicography committee (Avis, Gregg e Scargill, così come un quarto, Charles Lovell, fino alla sua morte prematura avvenuta nel 1960) si assunsero il compito di scrivere una serie di tre dizionari sotto il nome di The Dictionary of Canadian English. Questi dizionari avrebbero dovuto rispondere alle esigenze degli studenti canadesi dei vari ordini e gradi, fino al college o al primo anno di università. Il terzo volume, inoltre, nacque con lo scopo di essere utile all'intera comunità, sia a casa che negli ambiti lavorativi. Il Beginner’s Dictionary (1962), l'Intermediate Dictionary (1963) e il Senior Dictionary (1967) sono diventati così pietre miliari nella lessicografia dell’inglese canadese e, da quel momento in poi, sono stati regolarmente aggiornati ed ampliati. Il Senior Dictionary fu successivamente rinominato Gage Canadian Dictionary, e la sua quinta edizione venne stampata a partire dal 1997. Gage è stato acquisito da Thomson Nelson intorno al 2003, assieme a tutti i suoi dizionari. Le edizioni più recenti sono state pubblicate nel 2009 da Harper Collins e nel 2013 da Nelson Education.
Nel 1997 uscì l'ITP Nelson Dictionary of the Canadian English Language, "rivale" del Gage Canadian Dictionary. Questo dizionario, quasi della stessa lunghezza del Gage con 150 000 voci in 1 728 pagine era un adattamento dell'American Heritage High School Dictionary, a sua volta una sintesi dell'American Heritage Dictionary, riadattato circa vent'anni prima come Houghton Mifflin Canadian Dictionary. Nel 1998 anche l’editore Oxford University Press produsse un dizionario di inglese canadese dopo cinque anni di ricerca lessicografica: The Oxford Canadian Dictionary. Una seconda edizione, reintitolata The Canadian Oxford Dictionary, venne pubblicata nel 2004. Così come i dizionari più vecchi, anche questo include sia parole unicamente canadesi sia parole importate da altre lingue, nonché giustificazioni di precise scelte ortografiche. Di questo dizionario sono disponibili anche versioni tascabili e più concise (2005, 2006), con aggiornamenti minori.
Il dizionario accademico Dictionary of Canadianisms on Historical Principles (DCHP) venne pubblicato per la prima volta nel 1967 da Gage Ltd. Si trattava di un progetto partner del Senior Dictionary e comparve solo a poche settimane di distanza. Il DCHP può essere considerato l'OED (Oxford English Dictionary) canadese, dal momento che documenta lo sviluppo storico delle parole di inglese canadese che possono essere classificate come canadianisms. Esso include voci come mukluk, Canuck, bluff e grow op, ma non elenca termini comuni come desk, table o car. Si tratta di un dizionario specializzato, ma non è privo di interesse per il pubblico in generale; è disponibile anche in edizione open access digitale. Nel 2006, una seconda edizione (DCHP-2) fu cominciata alla UBC (University of British Columbia) a Vancouver ed è stata lanciata il 17 marzo 2017 su http://www.dchp.ca/dchp2/. I principi di DCHP-2, che include informazioni sulla frequenza di voci e fondamenti logici per la valutazione di ogni termine come un canadianism o meno, sono spiegati nel rapporto del caporedattore.

## Fonetica e fonologia

### Inglese canadese standard
In tutto il Canada, l’inglese presenta una fonologia perlopiù uniforme e con poca diversità dialettale, soprattutto se paragonato all'inglese dei vicini Stati Uniti. La varietà ampiamente omogenea di inglese canadese parlata principalmente nella zona centrale ed occidentale del Canada, così come in tutto il Canada tra i parlanti urbani della classe media di background anglosassone, è comunemente qualificata come "inglese canadese standard" (Standard Canadian English). La regione dialettale dell’inglese canadese standard è definita dal cot-caught merger per [ɑ] o [ɒ] e da uno spostamento di suoni vocalici chiamato Canadian Shift. Un sottoinsieme di questo dialetto, parlato nel Canada centrale ad esclusione della Columbia Britannica ad ovest di Montréal, e di tutto il restante territorio ad est, è stato nominato Inland Canadian English, e viene ulteriormente definito sia dal fenomeno conosciuto come Canadian raising, ossia dalla produzione di /oʊ/ ed /aʊ/ con punti di partenza posteriori nella bocca, che dalla produzione di /eɪ/ con un punto di partenza frontale ed una semivocale molto piccola (quasi [eː]).

#### Incidenza fonemica
Sebbene la fonologia dell’inglese canadese sia parte del più grande sistema di suoni nordamericano, e quindi sia simile alla fonologia dell’inglese degli Stati Uniti, la pronuncia di certe parole viene influenzata dall’inglese britannico, mentre altre pronunce sono unicamente canadesi. Secondo la Cambridge History of the English Language, ciò che forse contraddistingue maggiormente i locutori di inglese canadese è il loro utilizzo di possibili varianti nella pronuncia di una stessa parola, a volte persino all'interno della stessa frase.
Alcuni esempi:
- Il nome della lettera “z” è normalmente l’anglo-europeo (e francese) zed; l’americano zee è meno comune in Canada, ed è spesso stigmatizzato, sebbene non sia inconsueto specialmente tra i giovani[51].
- Lieutenant (tenente, vice) storicamente veniva pronunciato come l’inglese /lɛfˈtɛnənt/ più che come l’americano /luːˈtɛnənt/; nonostante tra i parlanti di inglese canadese più anziani e nei contesti militari e governativi si continui a seguire la pratica più vecchia, la maggior parte dei giovani e molti parlanti di mezza età sono passati alla pronuncia americana. Già in un sondaggio del 1972, soltanto il 14% delle quattordicenni e il 19% dei quattordicenni usava la pronuncia tradizionale[52].
- Altre pronunce canadesi che assomigliano a quelle inglesi vengono applicate alle seguenti parole: again, been, decal, either, herb, lever, produce, root (anche hoof, broom, ecc.), senile, shone, scone[50].
- L'inglese canadese si differenzia dall'inglese americano anche nella pronuncia di -ing, come [ɪn] piuttosto che [ən][50].
- La pronuncia britannica di schedule [ʃɛdjul] è stata promossa dalla Canadian Broadcasting Corporation, ma i locutori di inglese canadese sembrano prediligere la pronuncia americana[50].

In generale, Avis osserva che, quando nell'inglese canadese c'è un'evidente preferenza per una pronuncia, tendenzialmente la forma britannica viene scelta per parole d'importazione letteraria o di estensione limitata, mentre la forma americana viene prediletta quando la parola è usata in modo diffuso.

#### Caratteristiche condivise con ilGeneral American
Come la maggior parte dei dialetti dell’inglese nordamericano, anche l’inglese canadese è quasi sempre pronunciato con il cosiddetto rhotic accent: la pronuncia di “r” è mantenuta in ogni contesto ed "r" non è mai fatta “cadere” dopo le vocali, come invece fanno comunemente i locutori nell’Inghilterra centrale e meridionale, dove “r” viene pronunciata solo quando precede una vocale.
Similmente al General American, l’inglese canadese possiede una vasta gamma di fusioni fonologiche che non si trovano in altre varietà maggiori di inglese. La fusione mary-marry-merry forma coppie di parole come Barry/berry, Carrie/Kerry, hairy/Harry, perish/parish, così come trii di parole, tra cui airable/errable/arable (una distinzione tra marry e merry persiste a Montréal); la fusione father-bother crea coppie di perfetti omofoni come for/four, horse/hoarse, morning/mourning, war/wore; la fusione wine/whine, infine, genera coppie di omofoni come Wales/whales, weare/where, wine/whine, nella maggior parte dei casi eliminando /hw/ (tranne che tra alcuni locutori più anziani).
Altre caratteristiche dell'inglese nordamericano condivise dall'inglese canadese rispecchiano l'influenza americana. Per esempio, il suono /t/, quando ricorre dopo una vocale accentata al centro di una parola, come in city, better, Ottawa, battle e party, suona maggiormente come /d/: "siddy", "bedder", "Oddawa", "baddle" e "pardy" (i linguisti chiamano questo fenomeno "flapping"). Il suono vocalico di parole come news, student e Tuesday, che è lo stesso di few nell'inglese britannico, è più simile a quello di food negli Stati Uniti e in Canada: "nooze", "stoodent", "toozeday" al posto di "nyooze", "styoodent", "tyoozeday" (anche se comunque alcuni Canadesi continuano a preferire le varianti britanniche). Molti locutori canadesi, infine, presentano anche la tipica caduta americana di [j] dopo consonanti alveolari, cosicché parole come new, duke, Tuesday, suit, resume, lute, vengono pronunciate /nuː/, /duːk/, /ˈtuːzdeɪ/, /suːt/, /ɹɪˈzuːm/, /luːt/.

#### Canadian Raising
Un'altra caratteristica peculiare della pronuncia canadese, spesso considerata il suo tratto maggiormente distintivo, è chiamata Canadian Raising. Si tratta di un accorciamento dei dittonghi in parole come price e mouth: i dittonghi /ai/ ed /au/ sono così realizzati pronunciando la vocale ad un'altezza maggiore nella bocca, approssimativamente come /ʌɪ/ ed /ʌʊ/. Dal momento che il Canadian Raising si manifesta soltanto prima delle consonanti mute /p/, /t/, /k/, /f/, /th/ ed /s/, l'inglese canadese distingue vocali alte e basse in coppie di parole come type - tie (/tʌɪp/ - /taɪ/), write - ride (/rʌɪt/ - /raɪd/), shout - loud (/ʃʌʊt/ - /laʊd/).
La dicitura Canadian Raising ha spesso causato della confusione, portando alla falsa credenza che tale fenomeno sia esclusivamente canadese. Processi allofonici analoghi, invece, si attestano in varianti non canadesi parlate nelle zone di Martha's Vineyard (sulla costa del Massachusetts), Michigan, Dakota del Nord, Minnesota e Fens (in Inghilterra), così come in Tristan da Cunha e nelle Isole Falkland. Mentre anche alcuni dialetti statunitensi alzano le vocali di parole come price, è l'innalzamento vocalico in parole come mouth ad essere maggiormente distintivo della pronuncia canadese.

#### Ilcot–caught mergere ilCanadian Shift
Altre caratteristiche fonologiche dividono i locutori nordamericani in base alla regione di appartenenza. La più importante tra queste caratteristiche è quella che i linguisti chiamano "low-back merger" (comunemente detto "cot-caught merger"), ovvero la caduta della distinzione tra due vocali pronunciate nella parte bassa e posteriore della bocca - questo fenomeno riguarda parole come lot, che vengono contrapposte a parole come thought. Queste parole suonano in modo diverso in Gran Bretagna e in alcune zone degli Stati Uniti orientali, mentre vengono pronunciate allo stesso modo negli Stati Uniti occidentali. Negli Stati Uniti occidentali e in Canada, quindi, lot (/lɒt/) e thought (/θɒt/ non /θɔːt/) rimano tra di loro, mentre cot (/kɒt/) e caught (/kɒt/ non /kɔːt/), stock (/stɒk/) e stalk (/stɒk/ non /stɔːk/), e simili, sono omofoni.
Questo fenomeno fonologico sembra essere all'origine del cosiddetto Canadian Shift, un cambiamento ancora in corso nell'inglese canadese del ventunesimo secolo. Il Canadian Shift prevede un abbassamento ed una ritrazione delle vocali corte e frontali in parole come kit (/kɛt/ non /kɪt/, secondo Clarke et al.,1995), dress (/dræs/ non /drɛs/, secondo Clarke et al.,1995) e trap (/trap/ non /træp/). In alcuni dialetti, head (testa) potrebbe essere pronunciato in modo simile a had (ebbi), mentre hat (cappello) potrebbe avere la stessa qualità vocalica di molte pronunce statunitensi di hot (caldo), soprattutto nelle zone di confine con l'Ontario, come Buffalo o Detroit.

## Grammatica
Lo studio della variazione morfosintattica nell'inglese canadese ha ricevuto molta meno attenzione rispetto alla variazione fonetica e lessicale. In base alle informazioni esistenti, quindi, si tende a sottolineare che la morfosintassi dell'inglese canadese è meno distintiva, sia all'interno del Canada stesso sia nella differenza tra l'inglese canadese ed altre varietà di inglese.
I primi studi sulla diversità morfosintattica, basati soprattutto su dati ottenuti tramite indagini per posta, rivelavano esempi di variazione sociale e regionale nell'uso di varianti strutturali come have you/have you got/do you have?. Differenze regionali e sociali sono implicate anche nella scelta tra forme verbali al tempo passato, come per i verbi sneaked/snuck (to sneak= strisciare) e dived/dove (to dive= tuffarsi). Nel 1990, De Wolf ha discusso le differenze nel radicamento sociale della variazione sneaked/snuck ad Ottawa e Vancouver, ed ha osservato che snuck è di gran lunga preferito dai giovani in entrambe le città. Nel 1998, invece, Chambers ha documentato un cambiamento simile, in relazione all'età, nell'uso di snuck, ed ha notato un'accelerazione del suo utilizzo negli anni Quaranta. La prevalenza di dove su dived, che era una variabile di lunga data nell'inglese canadese, ha seguito una simile traiettoria di cambiamento, ed era ad uno stadio ben avanzato già negli anni Trenta.
La ricerca sulla variazione morfosintattica si concentra non solo sulle varianti stesse, ma anche sul più ampio sottoinsieme grammaticale, nel quale si trovano forme in competizione tra loro. Per esempio, nell'inglese canadese del ventunesimo secolo, la variazione nell'uso di un certo numero di forme per introdurre il discorso indiretto, il monologo interiore, ed altri tipi di suoni non lessicalizzati, costituisce una vasta area di cambiamento che ha assistito all'incremento nell'uso di be like (esempio: She's like per dire "You look really familiar' - "Sembri molto familiare"), in uno spazio temporale relativamente ristretto. Tra il 1995 e il 2002, infatti, c'è stato un incremento quadruplo nell'utilizzo di questa espressione. Be like, comunque, è un fenomeno essenzialmente limitato alle fasce d'età al di sotto dei quarant'anni; i locutori più anziani, difatti, continuano a preferire la variante say.
L'utilizzo di like come marcatore del discorso è ovunque una caratteristica del gergo dei giovani canadesi. Like non è associato né a difficoltà sintattiche né ad indecisione lessicale, ma sembra piuttosto indicare relazioni testuali tra unità del discorso sequenzialmente dipendenti, sembra focalizzare l'attenzione o la presa di posizione epistemica del locutore verso un enunciato. Ricerche dimostrano che l'utilizzo di like non è nemmeno limitato alle giovani generazioni, ma si incontra anche nel gergo dei più anziani, sebbene in percentuali diverse. Quindi, più che una caratteristica esclusiva della fascia adolescenziale della popolazione, si tratta di un altro cambiamento in corso nella lingua.
Un popolare stereotipo canadese riguarda l'utilizzo della parola eh, spesso paragonata al francese hein. Secondo l'Oxford English Dictionary, eh deriverebbe da interiezioni proprie del Middle English, tra cui ey, ei ed a: questo termine è diventato obsoleto tra i Canadesi, anche se molti locutori in realtà non sono consapevoli dell'utilizzo che ne fanno. Tale interiezione viene spesso aggiunta alla fine di una frase per avere conferma che l'interlocutore abbia capito o sia d'accordo con ciò che il locutore ha affermato.
Mentre alcuni linguisti hanno perlopiù ignorato eh ritenendolo un simbolo datato dell'identità canadese, si è molto dibattuto sul fatto che questa interiezione costituisse un canadianism o meno. Nel 2004, la linguista Elaine Gold ha sottoposto a questionario i suoi studenti del corso di introduzione alla linguistica all'Università di Toronto, interrogandoli sul loro utilizzo e sulla loro attitudine verso dieci diverse costruzioni di "eh". Per ciascuna delle dieci categorie, l'indagine chiedeva agli studenti se avessero sentito quel particolare tipo di utilizzo, se lo usassero essi stessi, e se la loro attitudine verso quell'uso di eh fosse positiva, neutra, o negativa. Le tre categorie più comuni, sia per utilizzo che per riconoscimento, sono state: affermazione di opinioni, esclamazioni, e particolari espressioni come "I know, eh?". Al contrario, il responso maggiormente negativo è stato ricevuto dall'utilizzo narrativo di eh.
L'inglese canadese standard (SCE) si allinea spesso all'inglese americano standard (SAE) in alcuni utilizzi grammaticali (così come avviene per il lessico). Qui di seguito, alcuni esempi:
- Nomi collettivi come committee, council, government e team si accompagnano a forme verbali plurali nell'inglese britannico standard (SBE), singolari in SAE e SCE[62].
- Il pronome indefinito one viene comunemente usato in SBE, anche in espressioni come one should always look one’s best, mentre in SAE e in SCE si tendono ad utilizzare you e a person, e spesso him, her o them quando anche one viene utilizzato (esempio: one should always look his/their best)[62].
- Per sopperire alla mancanza di distinzione di numero nella seconda persona you, che quindi è sia singolare che plurale, l'inglese britannico colloquiale usa you lot come seconda persona plurale, mentre l'americano e il canadese colloquiali utilizzano you guys, equivalente di you all o y'all[62].
- I verbi sensoriali come appear, look, seem e sound in SBE possono avere complementi nominali, ma generalmente vengono utilizzati con to be o like in SAE e SCE, come in you look (like) a fool in that hat, o that seems (like/to be) a large amount, o ancora she sounds (like) a nice girl[62].
- Con i verbi che reggono il doppio oggetto (come give), quando entrambi gli oggetti sono pronomi, SBE può utilizzare il complemento oggetto diretto prima di quello indiretto senza l'uso di to, come in I gave it you yesterday per dire I gave you the book yesterday; in SAE e SCE, invece, si usa soltanto I gave you it yesterday per dire I gave you the book yesterday[62].
- Ci sono molti aspetti riguardanti l'utilizzo dei verbi modali che distinguono SBE sia da SAE che da SCE. Must, ought e shall (con le loro contrazioni alla forma negativa mustn’t, oughtn’t e shan’t) sono ancora comuni in SBE, ma rari in Nord America, dove have to, should e will (o shouldn’t e won’t alla forma negativa) li hanno largamente rimpiazzati. Dare e need si comportano come verbi modali in SBE, anche nel caso di inversione o contrazione (dare I make a suggestion?, he daren’t say anything, need we bring anything?, you needn’t bother with that), ma, come verbi lessicali, in Nord America richiedono il supporto di do (do I dare to make a suggestion?, he doesn’t dare to say anything, do we need to bring anything?, you don’t need to bother with that)[62].
- SBE copia frequentemente un nome soggetto ed un verbo ausiliare, in ordine invertito, alla fine di una frase, lasciando un pronome in posizione di soggetto, come in he’s a good lad, is our John, o she’s made a mess of this, has Mary, o ancora he’ll prove a brilliant leader, will Tom. Con i verbi lessicali, l'inversione è segnata da do, come in she cooks a delicious lunch, does Maggie, o he keeps a beautiful garden, does old Jim. Talvolta, solo il sostantivo viene spostato, senza il verbo, come in she’s a charming girl, Jane o they’ll make a nice pie, those berries. Quest'ultimo tipo di dislocazione a destra è molto meno comune in SAE e SCE, mentre i primi due in Nord America non esistono[62].
- SBE usa il do pro-predicato per sostituire i verbi principali e il loro complementi, che vengono o eliminati o ripetuti in SAE e SCE quando seguono verbi ausiliari o si capiscono dal contesto. Se ad un locutore britannico viene chiesto "Will you be coming to the concert tonight?", egli potrebbe rispondere "I might do"; un nordamericano, invece, direbbe "I might" o "I might come". Se una persona esclama "I’ve been thinking of writing him a letter", un parlante britannico potrebbe replicare "You should do", mentre il nordamericano direbbe "You should" o "You should write one"[62].

Altre varianti che occorrono spesso nell'inglese canadese sono le seguenti:
- Doppie negazioni o concordanza negativa: "I didn’t see no cars"; "He can’t work no more"; "She couldn’t prove nothing"; "There weren’t hardly any left"[63].
- Accordo persona/numero non standard: "He don’t work there"; "It don’t matter"; "They was gone"; "I says to her ‘no’"; "We was all in it together"[63].
- Participi passati come preterito: "I seen him there"; "He come by yesterday"; "We been there last week"[63].
- Went al posto di gone: "She should have went yesterday"; "I knew he had went there before"[63].
- Ain’t usato come negativo di be e have: "He ain’t (invece di isn't) afraid"; "She ain’t (invece di isn't) coming", "I ain’t (invece di haven't) got the money", "We ain’t (invece di haven't) seen her"[63].
- Them al posto di those, come determinante dimostrativo: "Them guys were fighting"; "It’s behind them trees"[63].
- Pronomi oggetto come soggetti congiunti: "Me and him were talking"; "John and them came for dinner"[63].
- Youse (pronunciato come il verbo use) usato come pronome di seconda persona plurale: "Which of youse is coming?"; "Youse are all wrong"[63].

Queste caratteristiche grammaticali, tuttavia, non sono unicamente canadesi, ma vengono attestate anche in alcune varietà gergali statunitensi, britanniche e irlandesi.

## Lessico
L'inglese britannico e l'inglese americano hanno sviluppato un lessico diverso per molti aspetti della vita moderna, soprattutto in campi semantici come il vestiario, il cibo e i trasporti. In generale, in questi casi i Canadesi seguono il modello americano. Come negli Stati Uniti, anche in Canada si dice apartment invece di flat (appartamento), diaper invece di nappy (pannolino), elevator invece di lift (ascensore), flashlight invece di torch (torcia elettrica), freight car invece di goods wagon (vagone merci), fries invece di chips (le chips canadesi sono quelle che gli inglesi chiamano crisps), pants invece di trousers (pantaloni), sweater invece di jumper (maglione), truck invece di lorry (camion), e wrench al posto di spanner (chiave inglese). Le automobili canadesi, come quelle statunitensi, hanno hoods (cofani), fenders (parafanghi), mufflers (marmitte), trunks (bagagliai), turn signals (frecce) e windshields (parabrezza)— non bonnets, wings, silencers, boots, indicators e windscreens — funzionano a gas (benzina) e vengono rifornite nelle gas stations (distributori di benzina), non funzionano a petrol e vengono rifornite nelle filling stations o petrol stations.
In alcuni casi, comunque, la maggior parte dei Canadesi preferisce utilizzare parole britanniche: bill invece di check per il conto al ristorante; cutlery al posto di silverware per l'insieme di coltelli, forchette e cucchiai; icing invece di frosting per lo strato superiore di una torta; icing sugar al posto di powdered sugar per lo zucchero a velo; tap invece di faucet per indicare il rubinetto.
I cosiddetti canadianisms, invece, sono un insieme di termini unicamente canadesi. Tuttavia, è importante distinguere tra parole internazionali che rappresentano l'unicità del Canada e parole canadesi per cose od oggetti che hanno altri nomi in altre varietà di inglese. Nel primo gruppo, i canadianisms ricoprono ambiti come la flora e la fauna (Labrador tea, Canada goose), culture aborigene (buffalo jump, totem pole), artefatti storici (Red River cart, York boat), invenzioni canadesi (Nanaimo bars, Timbits, kerosene, snowmobile), ed istituzioni canadesi (Canadian Broadcasting Corporation o CBC, Royal Canadian Mounted Police o RCMP, da cui il termine Mountie). Il secondo gruppo, invece, include veri e propri canadianisms in senso linguistico. Per esempio, un bachelor apartment è un piccolo appartamento privo di camera da letto separata, eavestroughs sta per grondaia, mentre toque è un berretto. Altri termini comuni sono: bank machine (sportello bancomat), bunny hug (felpa con cappuccio), chesterfield (divano), double-double (caffè con due cucchiaini di zucchero e due di crema, preferibilmente nella catena canadese di caffetterie Tim Hortons), homomilk (latte omogenizzato), kerfuffle (confusione), pencil crayons (colori a pastello), pylons (coni per segnalare lavori stradali), runners (scarpe da ginnastica), scribbler (quaderno per gli appunti), soccer baseball (kickball), stagette (addio al nubilato), washroom (servizi igienici pubblici). L'esempio più conosciuto è sicuramente chesterfield, un tempo utilizzato al posto del britannico sofa: i giovani canadesi all'inizio del ventunesimo secolo sono soliti utilizzare l'americano couch.

### Istruzione
- Bird course: un corso che richiede poco lavoro;
- Bursary: una borsa di studio per uno studente universitario (lo stesso termine viene utilizzato anche in scozzese e in inglese britannico);
- French immersion: un programma educativo in cui studenti anglofoni vengono istruiti interamente in francese;
- Intersession: una sessione scolastica breve, solitamente a maggio e giugno;
- March break: una vacanza scolastica;
- Reading week: una settimana, di solito a metà semestre, in cui non si tengono lezioni;
- Residence o res: un dormitorio universitario;
- Separate school: una scuola confessionale (solitamente cattolica) finanziata pubblicamente[64].

In Canada, gli anni scolastici vengono indicati come grade one, grade two, ecc.; negli Stati Uniti, come first grade, second grade, ecc.; in Gran Bretagna, come year one, year two, ecc. Le matite usate per colorare si chiamano pencil crayons in Canada, colored pencils negli Stati Uniti, e colouring pencils in Gran Bretagna. Gli studenti che si preparano a prendere i loro appunti, nelle Province Marittime tirano fuori i loro scribblers (block notes) dalle loro book bags (zaini), mentre nel resto del Canada usano, rispettivamente, notebooks e backpacks.
I bambini dell'Ontario iniziano la loro istruzione nel junior kindergarten; in altre province canadesi, la scuola dell'infanzia assume altri nomi, come preschool o pre-K.

### Sport
- Deke: un colpo o un movimento falso nell'hockey sul ghiaccio, fatto per mandare fuori posizione il difensore;
- Five-pin bowling: una variante canadese del bowling;
- Jeux Canada Games: una competizione atletica annuale, con manifestazioni sia in estate che in inverno;
- Murderball: un gioco in cui i giocatori di squadre opposte cercano di colpire i loro avversari con una grande palla gonfiabile;
- Participaction: un'organizzazione privata no-profit che promuove il fitness;
- Ringette: un gioco che assomiglia all'hockey, giocato dalle ragazze;
- Stanley Cup, Grey Cup, Briar, Queen's Plate: campionati nell'hockey, nel football canadese, nel curling e nelle corse dei cavalli, rispettivamente[64].

### Condizioni atmosferiche
- Humidex (da humidity index): una scala che indica il livello di malessere personale risultante dalla combinazione di calore ed umidità;
- Lotus Land: Columbia Britannica meridionale;
- Plug in: una presa elettrica vicino ad un parcheggio per collegare il radiatore di un'automobile;
- Snowmobile: motoslitta;
- Snow route: una strada principale in una città preposta allo sgombero dalla neve[64].

### Finanza
- Bank rate: rata di interesse minimo della banca centrale;
- Bay Street e Howe Street: le borse valori rispettivamente a Toronto e Vancouver;
- Credit union: una cooperativa bancaria che offre servizi finanziari; un'istituzione di risparmi e prestiti;
- GST: tassa sui beni e i servizi; tassa sul valore aggiunto imposta dal governo federale;
- PST: imposta sul valore aggiunto a livello provinciale;
- Harmonized sales tax: una combinazione di GST e PST;
- Loonie: moneta da un dollaro (dollaro canadese) raffigurante una strolaga (a loon) su un lato;
- Open mortgage: un tipo di mutuo che permette di saldare il capitale in qualunque momento;
- RRSP o RSP: piano registrato di risparmi di pensionamento;
- Term deposit: somma di denaro depositata in un'istituzione finanziaria per un periodo di tempo fisso; certificato di deposito;
- Toonie o twoonie: moneta canadese da due dollari;
- T4 slip: dichiarazione rilasciata dai datori di lavoro che indica il salario annuale dei dipendenti, contributi, deduzioni, usata per calcolare l'imposta sul reddito[65].

### Strutture sociali e programmi
- Child tax benefit: pagamento fatto dal governo federale a madri e bambini/ragazzi sotto i 18 anni;
- Health card o care card: carta identificativa di una persona che ha diritto di ricevere trattamenti medici pagati da un piano di assicurazione pubblica;
- Heritage language: lingua parlata in Canada diversa dal francese e dall'inglese;
- Home care: servizi svolti a casa da membri della famiglia o da infermieri professionisti a persone che, altrimenti, avrebbero bisogno di cure da parte delle istituzioni;
- Old Age Security: sistema di pensioni finanziate dal governo[65];
- Social insurance number o SIN: numero di nove cifre usato dal governo per fini di identificazione;
- UIC (Unemployment Insurance Commission): o pagamento assicurativo[64].

### Cibi e bevande
- All dressed: hamburger con tutto il suo condimento usuale;
- Bumbleberry pie: torta fatta con un misto di bacche;
- Butter tart: piccola tartina riempita con burro, zucchero o sciroppo, e di solito anche uvetta;
- Drink(ing) box: piccolo cartone plastificato di succo
- Matrimonial cake: dolce fatto di datteri cotti con un topping d'avena;
- Nanaimo bar: barretta dolce che non richiede cottura, glassata al cioccolato;
- Screech: rum scuro molto forte di Terranova;
- Smoked meat: carne bovina stagionata simile al pastrami, ma molto più affumicata, solitamente associata a Montréal[66];
- Fries: patatine fritte;
- Chips: patatine fritte in sacchetto;
- Icing: glassa per torte;
- Icing sugar: zucchero a velo;
- Poutine: piatto originario del Québec fatto di patatine fritte e pezzi solidi di latte cagliato ricoperti da una salsa marrone chiaro;
- Pop: termine generico proveniente dagli Stati Uniti centro-occidentali che i Canadesi usano per indicare bevande frizzanti non alcoliche; in Québec e in alcune zone del Manitoba si usa soft drink;
- Deluxe: nel Canada occidentale, si tratta dell'insieme dei condimenti abituali della pizza; deluxe o everything-on-it in Ontario; all-dressed in Québec e Saskatchewan; the works nel Canada atlantico[11].

### Abbigliamento
- Pants: pantaloni;
- Diaper: pannolino;
- Sweater: maglione;
- Toque: berretto di lana invernale;
- Moccasins: mocassini;
- Runners: scarpe da ginnastica nel Canada occidentale; in Ontario vengono chiamate running shoes, mentre i Canadesi dell'Atlantico usano il termine americano sneakers;
- Hoodie: felpa con il cappuccio; in Saskatchewan viene chiamata bunnyhug[11].

### Altre caratteristiche lessicali
Come tutte le varietà di inglese, anche l'inglese canadese include alcune abbreviazioni distintive:
- Emerge per emergency room;
- Cash per cash register;
- Reno per renovation;
- Physio per physiotherapy or physiotherapist;
- Homo per homogenized milk (tipicamente con un contenuto di grassi del latte pari al 3,25%);
- Grad per graduation ceremony o graduation dinner-dance;
- CanLit per Canadian Literature[66].

L'inglese canadese presenta anche peculiari espressioni gergali, come:
- Chippy: irascibile;
- Hoser: idiota;
- Spinny: pazzo, insensato;
- Keener: studente troppo entusiasta;
- Pogey: sussidi pubblici o di disoccupazione;
- To have had the biscuit: non servire più a niente;
- Molson muscle: una pancia da birra[66].

### Prestiti linguistici
Gli inglesi e i francesi non furono i primi ad occupare il territorio che successivamente divenne il Canada; per migliaia di anni prima del loro arrivo, quelle terre erano dimora di svariate culture indigene e delle loro lingue. Quando i colonizzatori europei arrivarono, molte delle cose che incontrarono gli erano già familiari, per esempio certi aspetti dell'ambiente naturale. Di conseguenza, diedero a questi elementi nomi europei pre-esistenti, come bay (baia), bear (orso), beaver (castoro), birch (betulla), cod (merluzzo), deer (cervo), duck (anatra), eagle (aquila), fir (abete), fox (volpe), frost (gelo), glacier (ghiacciaio), grasshopper (cavalletta), gull (gabbiano), hail (grandine), hare (lepre), ice (ghiaccio), lake (lago), lobster (aragosta), loon (stragola), maple (acero), marsh (palude), mosquito (zanzara), mountain (montagna), owl (gufo), pine (pino), polar (polare), prairie (prateria), puffin (pulcinella di mare), river (fiume), salmon (salmone), seal (foca), sleet (nevischio), slush (fanghiglia), e snow (neve) - solo per citarne alcuni. Anche a molte cose ancora sconosciute diedero nomi europei, adattandoli a nuovi significati nordamericani, come robin, termine che indica diversi uccelli in Europa e Nord-America (tordo o pettirosso).
Anche molti termini legati alle culture indigene, come chief (capotribù), dogsled (slitta), harpoon (arpione), peace pipe (pipa della pace), snowshoe (ciaspola), sun dance (danza del sole) e sweat lodge (capanna sudatoria) sono di origine europea. In altri casi, invece, i colonizzatori europei presero in prestito le parole dalle lingue indigene. Molte di queste sono condivise con l'inglese degli Stati Uniti, per esempio: caribou (sottospecie di renna), chinook (vento caldo e secco), chipmunk (scoiattolo striato), husky, igloo, inukshuk (costruzione in pietra usata come punto di riferimento da alcuni popoli nordamericani), kamik (stivali invernali), kayak, moccasin (mocassino), moose (alce), mucky-muck (persona che è o sembra molto importante), mukluk (morbidi stivali invernali in pelle di renna o foca), muskeg (sinonimo di palude), powwow (raduno di nativi del Nord America), raccoon (procione), skunk (moffetta), sockeye (salmone rosso), teepee (tenda conica dei nativi americani), wapiti (sottospecie di cervo nobile) e wigwam (abitazione a forma di cupola usata un tempo da alcune tribù). La maggior parte di questi termini, comunque, non viene usata spesso nei discorsi di tutti i giorni, e il loro numero è distintamente basso, specie se paragonato al lessico derivato dalle lingue europee. Il maggior contributo delle lingue indigene all'inglese canadese viene apportato ai nomi di luoghi. Tra questi vanno ricordati: Manitoba, Mississauga, Niagara, Nunavut, Ontario, Ottawa, Québec, Saskatchewan, Saskatoon, Toronto, Winnipeg, e Yukon - la stessa parola Canada deriverebbe dalle lingue indigene. Canada sembra infatti provenire dal termine Huron-Iroquois kanata, che significa "villaggio, insediamento".

## Varianti regionali
L’inglese parlato dalla maggior parte dei Canadesi, dalla Columbia Britannica alla Nuova Scozia, è chiaramente un tipo di inglese nordamericano, simile, perlopiù, a quello parlato negli Stati Uniti occidentali e al General American English. Questa somiglianza riguarda soprattutto la grammatica (morfologia e sintassi) e gli aspetti più sistematici della sua pronuncia, ovvero fonetica e fonologia. L’inglese canadese, inoltre, è una varietà di inglese relativamente omogenea. Come negli Stati Uniti occidentali, questa omogeneità deriva dall'insediamento e relativamente sparso di gruppi misti di immigrati provenienti da regioni diverse.
Le province ad est dell’Ontario (Montréal e il Canada atlantico) mostrano la maggiore diversità dialettale. Particolarmente diversificati sono Terranova, popolata soprattutto da immigrati provenienti dall’Inghilterra sudoccidentale e dall’Irlanda sudorientale e rimasta una colonia britannica fino all'entrata nella confederazione canadese nel 1949, e l’isola del Capo Bretone (nella Nuova Scozia settentrionale), abitata principalmente da immigrati scozzesi. Secondo il linguista statunitense William Labov, il Canada settentrionale è una regione dialettale in formazione. La popolazione europea della regione è insediata in modo molto sparso, proviene da zone molto diverse tra loro ed è arrivata troppo recentemente per dare origine ad un dialetto omogeneo e distinto da quello dell’inglese canadese meridionale; la vasta popolazione aborigena della regione, invece, parla una serie di varietà influenzate da sostrati non inglesi. Labov identifica anche una regione interna più omogenea, centrata sulle Praterie canadesi, ed aree periferiche con schemi dialettali maggiormente variabili che includono le aree metropolitane di Vancouver e Toronto.
L'Atlas of North American English rivela un certo numero di divisioni regionali salienti. La maggiore divisione regionale comprende una vasta area che si estende da Vancouver ad ovest alla comunità anglofona di Montréal ad est. Il Canada atlantico (comprese le Province Marittime e Terranova) si trova al di fuori dei confini di questa zona. All'interno di quest'ultima, ulteriori divisioni servono a delimitare un nucleo interno che si estende da Edmonton a nord ovest fino a Toronto a sud est. Queste divisioni vengono stabilite sulla base di un numero di isoglosse fonetiche coincidenti che derivano da una misurazione acustica di diverse variabili vocaliche, le quali comprendono (anche se non ne sono limitate) il low-back merger di /ɒ/ e /ɔː/, il Canadian Shift, e il Canadian Raising.
Ulteriori studi hanno prodotto un'immagine più rifinita della differenziazione fonetica regionale. Per esempio, nel 2008 il professor Charles Boberg, basandosi su una serie di analisi acustiche di variabili vocaliche nel modo di parlare di un certo numero di studenti universitari provenienti da tutto il Canada, ha ipotizzato che la divisione regionale tripartita suggerita dall'Atlas of North American English potrebbe essere ulteriormente scomposta in sei maggiori regioni: Columbia Britannica, Praterie, Ontario, Québec (zona di Montréal), Province Marittime, e Terranova. Seppur confermando la diffusione di certi schemi regionali descritti nell'Atlas, come il merger di /æ/, /ɛ/, /eɪ/ prima dell'intervocalica /r/ (per esempio, in marry, merry e Mary), lo studio di Boberg ha perfezionato conclusioni precedenti mostrando, ad esempio, che l'avanzamento di /ɑ:r/ (come in start, dark, ecc.) è uno dei più forti indicatori regionali dell'inglese canadese; l'Ontario e il Canada Atlantico, in particolare, mostrano valori più avanzati rispetto all'Ovest e al Québec.
Una sintesi di questi dati mostra che, mentre le differenze fonetiche regionali non hanno la stessa portata di quelle trovate negli Stati Uniti o nelle Isole britanniche, particolarità fonetiche sottili nell'inglese parlato ad Ottawa e Toronto, e a Calgary o Vancouver, implicano un certo grado di diversità regionale negli schemi del parlato urbano canadese.
A livello di variazione lessicale regionale, nonostante la sostituzione lessicale di parole come chesterfield con couch sia spesso menzionata come esempio di infiltrazione di regole statunitensi nell'inglese canadese, uno studio su larga scala finalizzato a sviluppare una tassonomia di differenziazione lessicale in Canada ha stabilito che le regioni dialettali canadesi hanno più aspetti in comune tra loro di quelli che ognuna ha con gli Stati Uniti. Inoltre, nessuna regione canadese sembra manifestare tratti lessicali che possono essere classificati come più distintamente americani di altri. Usando insiemi di termini lessicali che mostrano delle preferenze regionali (ad esempio pop, soda, soft drink, ecc. per una bevanda gassata) al fine di quantificare e classificare l'unicità lessicale regionale, Boberg ha identificato sei maggiori divisioni regionali, che rispecchiano la tassonomia regionale stabilita per la differenziazione fonetica: Ovest, Ontario, Montréal, Nuovo Brunswick-Nuova Scozia, Isola del Principe Edoardo e Terranova.
Un caso peculiare è rappresentato dalla provincia del Québec. Un'altra regione con un notevole grado di unicità lessicale è Terranova, dove preferenze lessicali comprendono exercise book per notebook e bar per candy bar o chocolate bar. Altre regioni, legate da comuni contesti storici e culturali, come le province delle praterie (Alberta, Saskatchewan e Manitoba), sono meno distinte le une dalle altre e, assieme alla Columbia Britannica, costituiscono un'area relativamente uniforme caratterizzata da una minima variabilità lessicale interregionale.

### Québec
A causa del suo stretto contatto con il francese, l'inglese del Québec è il tipo di inglese canadese più distintivo, soprattutto per quanto riguarda il lessico. Molte delle sue parole sono prestiti dal francese che non si trovano in altre regioni. Per esempio, i suoi locutori si riferiscono ad un minimarket con dépanneur (o dep) invece di convenience store, ad un tirocinio con stage al posto di internship, ad un ristorante lungo il marciapiede con terrasse invece di patio restaurant o sidewalk restaurant, ad una gastroenterite con gastro al posto di stomach flu. Altre parole del Québec esistono anche in altre varietà di inglese ma, in Québec, hanno dei significati particolari proprio perché sono influenzate dal francese. Il verbo to pass, per esempio, viene spesso usato con il significato francese, quindi un abitante di Montréal potrebbe chiedere: "When does your bus pass?" al posto di "When is your bus coming?" ("Quando arriva il tuo autobus?"); gli scolari di Montréal prendono "7 on 10" in una verifica, che corrisponde alla traduzione del francese "7 sur 10", mentre nel resto del Canada la stessa idea viene espressa da "7 out of 10". Mentre gli abitanti di Toronto possono cercare un loft o un one-bedroom apartment (un monolocale) vicino ad una subway station (stazione della metropolitana), gli abitanti di Montréal cercano un two- o three-and-a-half vicino ad una metro station (two- o three-and-a-half è la traduzione della nomenclatura francese per gli appartamenti, nei quali il bagno conta come mezza stanza). Mentre i clienti nel Canada Atlantico pagano al checkout e gli abitanti dell'Ontario e dell'Ovest al cashier, gli abitanti del Québec fanno la coda al cash, diretto equivalente del francese caisse (cassa).
Un effetto dello stato di minoranza dell'inglese di Montréal è una maggiore variazione etnica rispetto ad altre città in cui l'inglese è la lingua dominante. Nella maggior parte delle città, persino in quelle con ampie comunità etniche, le differenze etno-linguistiche solitamente scompaiono dopo una generazione, quando i figli degli immigrati assimilano gli schemi del modo di parlare locale. A Montréal, invece, il predominio locale del francese preserva le comunità etniche dal potere assimilativo dell'inglese canadese standard. In questo modo, le differenze etniche persistono anche tra le generazioni nate in Canada. Queste includono schemi fonetici associati ai locutori di discendenza britannica, italiana ed ebrea - tre delle maggiori componenti etniche della comunità anglofona di Montréal. In altre città canadesi, le differenze etno-linguistiche distinguono spesso tipi di inglese indigeno e di inglese non indigeno.
La variazione linguistica tra i gruppi etnici è soltanto uno dei molti modi in cui l'inglese canadese varia in base alle categorie sociali. Questo tipo di variazione viene studiata dai sociolinguisti, che esaminano la relazione tra lingua e società, ed in particolare la correlazione tra le variabili linguistiche e gli attributi sociali, come età, sesso e classe sociale, oltre a stile del discorso o contesto di comunicazione. Sondaggi urbani sociolinguistici ad opera di Gregg (per Vancouver), Chambers e Tagliamonte (a Toronto), Woods (ad Ottawa), Boberg (a Montréal), e Clarke (a St. John's), basati su una precedente ricerca in città statunitensi e britanniche, ha portato alla scoperta di schemi simili in Canada: i giovani e le donne tendono a condurre i cambiamenti linguistici, mentre i più anziani e gli uomini restano indietro; la classe media e le donne preferiscono una varietà più standard della lingua, mentre la classe operaia e gli uomini parlano una lingua meno standard. Tutti i locutori tendono a variare il loro modo di parlare a seconda del contesto: per esempio, talking, best friend e Toronto occorrono più spesso nel linguaggio formale, mentre i rispettivi "talkin", "bessfrien" e "Tronno" nel linguaggio informale. Questi schemi sociolinguistici, tuttavia, sono applicabili anche ad altre lingue e dialetti; sono, invero, uno dei modi in cui gruppi ed individui mostrano le loro identità sociali e le relazioni interpersonali.

## Atteggiamento nei confronti dell'inglese canadese
Nel censimento del 2011, il 66,3% della popolazione canadese dichiarò di parlare inglese per la maggior parte del tempo; tra questi, il 57,8% dichiarò che l'inglese era la propria madrelingua . L'inglese, infatti, è la lingua più diffusa in ogni provincia canadese ad eccezione del Québec (in cui l'81,2% della popolazione parla abitualmente francese) e di Nunavut (dove la maggioranza della popolazione parla Inuktitut). Nello stesso censimento, il 21% della popolazione dichiarò di parlare comunemente francese (il 21,7% è di madrelingua), mentre il restante 12,6% parla regolarmente lingue non ufficiali, ossia lingue aborigene e lingue di immigrazione (il 20,6% della popolazione dichiarò di essere madrelingua di un idioma non ufficiale).
In Québec, la percentuale di anglofoni è diminuita bruscamente a partire dal XIX secolo, quando ammontava al 25%; a metà del XX secolo, infatti, la percentuale era scesa al 14%. Questa brusca diminuzione venne causata sia da un tasso di natalità più alto tra i francofoni, sia dallo spostamento di molti anglofoni verso altre province al fine di cercare migliori opportunità economiche. Negli anni Settanta del Novecento, invece, una più drammatica riduzione fu alimentata dagli sviluppi politici: il governo provinciale introdusse delle leggi linguistiche atte a proteggere la vitalità del francese, limitando l'uso dell'inglese nel commercio, nell'educazione e nella segnaletica pubblica. L'inglese, quindi, non ha alcuno status ufficiale a livello provinciale in Québec. Allo stesso tempo, molti francofoni hanno cominciato a fare pressione per la separazione del Québec dal Canada. La maggior parte degli anglofoni, tuttavia, si è opposta sia alle politiche linguistiche sia alla separazione, tanto che alcuni hanno deciso di lasciare il Québec: negli anni Novanta, un esodo di circa 200.000 persone ridusse la comunità anglofona di Montréal di un terzo. Nonostante questo, l'inglese è ancora la madrelingua di circa l'8,3% della popolazione della provincia, ed è parlata quotidianamente, talvolta in combinazione con altre lingue, da quasi l'11%. Inoltre, nella grande Montréal, dove vive più dell'80% degli anglofoni del Québec, le percentuali sono maggiori: l'inglese è la madrelingua del 13% della popolazione metropolitana (circa 440 000 persone), la lingua quotidiana del 18%, e la prima lingua ufficiale parlata da circa il 22% degli abitanti. Fuori Montréal, d'altro canto, gli anglofoni costituiscono soltanto il 4% della popolazione del Québec.
In Canada, anche dove l'inglese è la lingua maggioritaria, spesso coesiste con altre lingue. A Toronto e Vancouver, alti livelli di immigrazione da Paesi non anglofoni hanno ridotto la percentuale dei parlanti nativi di inglese a poco più della metà della popolazione metropolitana. In aggiunta a questo, deve anche essere ricordato che non tutti i parlanti nativi di inglese in Canada sono parlanti nativi di inglese canadese; alcuni sono immigrati cresciuti in altre nazioni anglofone e quindi parlano altri tipi di inglese.
Studi sull'atteggiamento nei confronti dell'inglese canadese sono piuttosto rari. Esiste uno studio sugli abitanti di Alberta ed Ontario, in combinazione con letteratura più vecchia risalente agli anni Settanta e Ottanta del secolo scorso.